# Four Hymns
Four Hymns es una maqueta de la banda estadounidense de thrash metal Metal Church, publicada en 1982 de forma independiente. El demo se compone de cuatro canciones, dos de ellas «Battalions» y «Gods of Wrath», la banda las retomó para su álbum debut de 1984.

## Lista de canciones
| N.º | Título          | Duración |  |
| 1.  | «Deathwish»     | 4:53     |  |
| 2.  | «The Brave»     | 4:47     |  |
| 3.  | «Battalions»    | 5:26     |  |
| 4.  | «Gods of Wrath» | 6:49     |  |

## Personal
- David Wayne: voz
- Kurdt Vanderhoof: guitarra eléctrica
- Craig Wells: guitarra eléctrica
- Duke Erickson: bajo
- Kirk Arrington: batería